# 莫斯季謝 (卡明-卡希爾西基區)
51°39′30″N 24°49′41″E / 51.65833°N 24.82806°E
莫斯季謝（烏克蘭語：Мостище），是烏克蘭西北部的村莊，隸屬沃倫州的卡明-卡希爾斯基區。該村面積2.22平方公里，海拔高度152米，2001年人口684，人口密度每平方公里307.69人。